# Typhlonectes
Genre
Synonymes
- Pseudotyphlonectes Lescure, Renous & Gasc, 1986

Typhlonectes est un genre de gymnophiones de la famille des Typhlonectidae.

## Répartition
Les deux espèces de ce genre se rencontrent dans le nord de l'Amérique du Sud.

## Liste des espèces
Selon Amphibian Species of the World (11 février 2014) :
- Typhlonectes compressicauda (Duméril & Bibron, 1841)
- Typhlonectes natans (Fischer, 1880)

## Publication originale
- Peters, 1880 "1879" : Über die Eintheilung der Caecilien und insbesondere über die Gattungen Rhinatrema und Gymnopis. Monatsberichte der Königlichen Preussischen Akademie der Wissenschaften zu Berlin, vol. 1879, p. 924-945 (texte intégral).